# Assassin's Creed (videoigra)
Assassin's Creed je nagrađivana povijesna akcijsko-pustolovna videoigra iz trećeg lica, koju je razvio francuski studio Ubisoft za platforme Windows, PS3 i Xbox 360. Većina igre odvija se u vrijeme trećeg križarskog rata, s tim da radnja govori o sekti zvanoj Tajni Red Hashshashina  (Asasina, tj. u modernom hrvatskom - "atentatora"). Igrač u stvari igra kao Desmond Miles, iz sadašnjosti, koji uz pomoć stroja zvanog "Animus" ima mogućnost gledanja i kontroliranja genetskih sjećanja svojih predaka, ili, u ovom slučaju, Altaïra ibn-La'Ahada, člana Asasina.
U igri se saznaje se o borbi između dvije strane, Vitezova Templara i Asasina, oko artefakta zvanog "Komad Edena" (eng. piece of Eden) te se igra primarno odvija tijekom Trećeg križarskog rata u Svetoj Zemlji 1191. godine. Igra je primila pozitivne kritike i osvojila nekoliko nagrada na Electronic Entertainment Expo-u 2006. Priča o drugom Asasinu, Assassin's Creed II, u prodaju je puštena u studenom 2009. Nastavak te igre, Assassin's Creed: Brotherhood, u prodaju je pušten u studenom 2010., a nastavak te igre, Assassin's Creed: Revelations, bit će pušten u prodaju u studenom 2011.

## Radnja
Desmonda Milesa, barmena, je otela korporacija zvana Abstergo. Ondje, Desmond je prisiljen ležati u Animusu (lat. animus, -i, m. = duša), stroju koji omogućava korisniku ponovno proživljavanje sjećanja predaka, zapisanih u deoksiribonukleinskoj kiselini korisnika. U Desmondovom slučaju, njegov predak je Altaïr ibn La-Ahad (na arapskom "leteći (orao), ničiji sin"), Asasin tijekom Trećeg križarskog rata. U Animusu, Altaïrova sjećanja otkrivaju da je pokušavao spriječiti križara Roberta de Sablea da uzme artefakt iz hrama, no pritom je prekršio sva tri pravila Bratstva Asasina. Vođa Bratstva, Al Mualim (arap. "učitelj"), degradira Altaïra i da mu zadatak da izvrši atentat na devet osoba kako bi povratio prijašnji status.
Kako Altaïr izvršava atentate, saznaje da je svaka meta član reda Vitezova Templara koji traže "Komad Edena", artefakt sličan onom kojeg je de Sable pokušao ukrasti. Altaïr se okuša u borbi s de Sableom ispred kralja Rikarda i ubije Roberta de Sablea; na izdisaju, Robert otkrije da postoji i deseti Templar: Al Mualim. Kad se vrati u Bratstvo (utvrda Masyaf), Altaïr otkrije da Al Mualim ima Komad Edena i njime kontrolira ljudima umove. Altaïr se mora boriti protiv nevinih kako bi došao do Al Mualima i zatim se bori s njim. Altaïr s vremenom prozre Al Mualimove trikove i ubije ga. Prilikom prilaženja artefaktu, Altaïr se iznenadi kada artefakt prikaže trodimenzionalnu hologramsku projekciju Zemlje na kojoj je označeno nekoliko točaka.
Desmond je poslužio svojoj svrsi. Otkrije da je Abstergo tvrtka kojom upravljaju Templari, koja želi kontrolirati svijet i stvoriti red na način da ljude liše slobodne volje, dok se Asasini u modernom svijetu bore protiv toga, jer smatraju da ljudi uvijek trebaju imati mogućnost izbora. Međutim, u sadašnjosti, asasini gube rat, dok Templari pobjeđuju. Abstergo koristi lokacije s holograma da nađe više Komada Edena, jer smatraju da moraju imati sve te artefakte kako bi kontrolirali svijet i odgodili kraj svijeta 2012. Lucy Stillman, jedna od znanstvenica koja radi za Abstergo, a zapravo je krtica Asasina, poštedi Desmondu život. Zatvoren u zaključanoj sobi, Desmond otkriva (kroz "efekt krvarenja" koji proživljavaju oni koji su predugo u Animusu) da može pročitati brojne poruke koje je prethodni subjekt (subjekt 16) napisao po zidovima vlastitom krvlju, koje predviđaju kraj svijeta.

## Likovi

### 1191.

#### Asasini
- Altaïr ibn La-Ahad, velemajstor Bratstva Asasina
- Al Mualim, učitelj Reda Asasina iz Masyafa
- Malik Al-Sayf, vođa Ureda Asasina (Rafiq) u Jeruzalemu
- Rauf, instruktor za borbu Asasina
- Abbas Sofian, Asasin i kasnije mentor Asasina

#### MuslimanskiSaraceni
- Salah al-Din, vojni i politički vođa, protivnik Rikarda Lavljeg Srca
- Tamir, trgovac na crnom tržištu u Damasku, Altaïrova prva meta
- Talal, trgovac robljem u Jeruzalemu, Altaïrova treća meta
- Abu'l Nuqoud, kralj trgovaca Damaska, četvrta meta
- Baha ad-Din ibn Šaddad, Salah al-Dinov regent Jeruzalema, šesta meta
- Jubair al Hakim, vrhovni učenjak Damaska, Altaïrova osma meta

#### KršćanskiKrižari
- Rikard I. Lavljeg Srca, "odsutni kralj", protivnik Salaha ad-Dina
- Garnier de Naplouse, velemajstor Vitezova Hospitalaca, Altaïrova druga meta
- William iz Montferrata, regent Križara u Akri, Altaïrova peta meta
- Sibrand, velemajstor vitezova teutonaca, sedma meta
- Maria Thorpe, šegrtica Roberta de Sablea, Altaïr ju poštedio (i oženio se s njom nakon Assassin's Creed: Bloodlines)
- Robert de Sable, velemajstor Vitezova Templara, Altaïrova deveta meta

### 2012.

#### Asasini
- Desmond Miles, barmen i odbjegli Asasin, Altaïrov potomak
- Lucy Stillman, krtica Asasina u Abstergo Industries

#### Abstergo Industries
- Warren Vidic (vjerojatno "Vidić"), osramoćeni znanstvenik i bivši profesor fakulteta Ivy League na lošem glasu.
- Alan Rikkin, predsjednik uprave u Abstergu

## Igranje
Assassin's Creed je akcijsko-pustolovna igra u kojoj igrač primarno preuzima ulogu Altaïra čija sjećanja proživljava Desmond Miles. Primarni cilj igre jest sprovesti niz atentata koje je zadao Al Mualim, vođa Asasina. Kako bi taj cilj postigao, igrač mora putovati iz sjedišta Bratstva u utvrdi Masyaf, preko Svete Zemlje do jednog od tri grada, Jeruzalema, Akre ili Damaska, kako bi pronašao agenta Bratstva u tom gradu. Ondje, agent, osim što pruža sigurnu kuću, daje igraču minimalno znanje o meti i zahtijeva od njega da skuplja informacije prije atentata. Te misije uključuju prisluškivanja, ispitivanja, džeparenja i obavljanje zadataka za informante i kolege asasine. Usto, igrač može sudjelovati u ostalim zadacima u okolini otvorenog svijeta (igranje nije linearno, igrač sam bira što će raditi), što uključuje penjanje po visokim tornjevima gradova kako bi otkrio mapu područja i spašavanje građana kojima prijete ili ih maltretiraju gradski čuvari. Postoje i sporedne misije kao ubijanje Templara i skupljanje zastava. Nakon svakog atentata, igrač se vraća u Masyaf i dobiva bolje oružje i nove mete, čiji redoslijed igrač može sam izabrati.
Igrač može vidjeti koliko čuvari primjećuju Altaïra, kao i status uzbunjenosti u području, što pokazuje poseban mjerač. Kako bi izvršio mnogo atentata i drugih misija, igrač mora razmišljati o pristupu. U "niskom" profilu, pritajenosti, Altaïr se može uklopiti u gomile ljudi ili sjesti na klupe kako bi se sakrio i smanjio količinu uzbunjenosti čuvara; igrač može koristiti skrivenu oštricu (posebnu napravu na zapešću koja izlazi kroz mjesto gdje je bio Altaïrov prstenjak), kako bi obavio atentate bez da ga se primijeti. Trčanje, penjanje po zgradama i napadanje protivnika podiže nivo uzbunjenosti čuvara. Kad je nivo uzbunjenosti visok, gomile ljudi bježe i raspršuju se, dok čuvari pokušavaju uloviti i ubiti Altaïra; kako bi smanjio nivo uzbunjenosti, Altaïr mora čuvarima pobjeći iz vidnog polja i naći skrovište kao plast sijena ili vrt na krovu, ili se uklopiti uz građane koje sjede na klupi ili hodajuće učenjake. Ako im igrač ne može pobjeći, može ih napasti mačem.
Igračevo zdravlje pokazuje se kao razina sinkronizacije između Desmondovih i Altaïrovih sjećanja; ako Altaïr pretrpi ozljedu, to se prikazuje kao devijacija od trenutnih događaja sjećanja, a ne kao fizička šteta. Ako je cijela sinkronizacija izgubljena, trenutno će sjećanje biti nastavljeno na posljednjem mjestu gdje je igra spremljena. Kada je sinkronizacija puna, igrač može koristiti "orlovo gledanje" (eng. eagle vision), koje mu omogućava osvijetliti sve vidljive likove u bojama ovisno o tome jesu li saveznici (plava), neprijatelji (crvena) ili mete atentata (zlatna). S obzirom na to da su sjećanja projecirana kompjuterski, igrač može iskusiti "pogreške" u prikazivanju povijesnog svijeta, kao npr. prikazivanje molekularnih formula usred igre.

## Razvoj
Producent Jade Raymond rekao je da je Altaïr "srednjovijekovni ubojica s misterioznom prošlošću" i da ne putuje kroz vrijeme. Kristen Bell, koja posuđuje glas i lice Lucy Stillman, je rekla ovo:
"Zapravo je zanimljivo. To je nekako bazirano na istraivanjima koja se sad odvijaju, o činjenicama da vaši geni možda mogu imati sjećanja. Mogli biste reći da je to semantika i reći da je to instinkt, no kako mala ptica zna jesti crva, a ne žohara, ako joj roditelji ne pokažu. A u igri se radi o znanstvenoj kompaniji koja, u stilu Matrixa, pokušava ući ljudima u mozak i naći pretka koji je bio asasin i locirati tu osobu."
-Kristen Bell
Raymond je rekao i da je igra djelomično inspirirana romanom slovenskog spisatelja Vladimira Bartola "Alamut".
Patrice Desiltes je rekao da je su penjanje i trčanje glavnog lika napravili "Alex i Richard - isti dečki koji su radili na videoigri Prince of Persia".
Altaïru je glas posudio Philip Shahbaz, a lice mu je modelirano prema Franciscu Randezu, modelu iz Montreala.
Al Mualimov lik je okvirno baziran na Rašidu ad-Din Sinanu, koji je bio vođa sirijskih Hashshashina 1191. i dobio nadimak "Starac iz Planina".

### Glazba
Glazbu za igru je skladao Jesper Kyd 2007. godine.

### Verzija za Windows
U travnju 2008. objavljeno je da će Assassin's Creed biti prodavan elektronski i moći biti naručen kroz softver tvrtke Valve, Steam. PC verzija u prodaju je puštena 8. travnja 2008. u SAD-u. U nju su uključene 4 nove vrste misija, koje ne postoje kod drugih konzola, a to su ubijanje strijelaca, utrka po krovovima, uništenje štandova i pratnja.
Piratska verzija igre postoji od veljače 2008. Ta je verzija bila jedan od najpopularnijih titlova za piratstvo u prvim tjednima ožujka 2008. To je naštetilo Ubisoftu i zbog toga je pala prodaja u dućanima. Istraživanje NPD Group je pokazalo da je 40000 kopija PC igre prodano u SAD-u u srpnju, dok je prema Ubisoftu više od 700000 ilegalno skinuto s interneta. U Srpnju 2008. Ubisoft je tužio Optical Expert Manufacturing, s optužbom da su zbog slabog osiguranja omogućili da zaposlenik ode s kopijom igre.

### Demoi
10. srpnja 2007. tijekom Microsoftovog sajma E3 (Electronic Entertainment Expo), prikazan je demo(nstracija) koji je pokazao grad Jeruzalem. U igri se nalazila mehanika gomile, sistem potjere i aspekti parkoura. To je prvi put da su gledatlji mogli čuti kako Altaïr govori. 11. srpnja 2007. ponovno je pokazan video dugačak 20 minuta i uključivao je kako Altaïr bježi nakon atentata na Talala.

## Odaziv
Mišljenja o igri su bila pozitivna, iako su mnogi časopisi kao Eurogamer, usprkos dobrim ocjenama, naglasili nekoliko nedostataka. Eurogamer je rekao da igrivost "nikad ne napreduje i postane pomalo dosadna i nevjerojatno repetitivna." Časopis Famitsu je igri dao ocjenu 37/40, a Game Informer 9.5/10, dok na Metacriticu igra drži 81/100. Svi časopisi su pohvalili inovativno smišljenu priču igre.
Assassin's Creed je osvojio nekoliko nagrada na E3-ju 2006. Game Critics su ga nagradili nagradom "Najbolja akcijsko-pustolovna videoigra", a IGN "Najbolja akijska igra", "PS3 Igra izložbe", "Najbolja PS3 akcijska igra", "Najbolja PS3 grafika", itd.
U Ujedinjenom Kraljevstvu, Assassin's Creed je došao na prvo mjesto, preuzevši titulu igri Infinity Warda Call of Duty 4: Modern Warfare. Većina kopija igre prodana je za Xbox 360, a Ubisoft je 16. travnja 2009. objavio da je do tog datuma igra prodana u 8 milijuna primjeraka.

## Serijal
Prethodnik igre, zvan Assassin's Creed: Altaïr's Chronicles koji je razvio Gameloft pušten je u prodaju 5. veljače 2008. za Nintendo DS, dok je port za tu igru pušten na iPhoneu, iPod Touchu i Java MEu 23. travnja 2009., kao i za Palm Pre.
21. siječnja 2009. Ubisoft je potvrdio da rade na Assassin's Creed II i da će ga pustiti u prodaju u fiskalnog godini tvrtke 2009. – 2010. Pušten je u SAD-u i Kanadi 17. studenog 2009. i u Europi 20. studenog 2009.
2. lipnja 2009., na E3-ju, Sony je najavio Assassin's Creed: Bloodlines za PSP s datumom objave 20. studenim 2009. Najavili su da će biti i treća igra.
14. siječnja 2010., Ubisoft je potvrdio da će nova Assassin's Creed igra biti puštena prije kraja fiskalne godine u studenom 2010. i da će glavni lik biti Ezio Auditore da Firenze, protagonist druge igre, koja se odvija u renesansnoj Italiji. Predsjednik uprave Yves Guillemot je rekao da će igra imati "komponentu za više igraća" (multiplayer). Reklama za igru, Assassin's Creed: Brotherhood, je puštena 10. svibnja 2010. i igra je službeno proglašena na Ubisoftovoj konferenciji za novinare 11. svibnja 2010. Igra je u prodaju puštena 16. studenog 2010.
U studenom 2011. u prodaju će biti pušten Assassin's Creed: Revelations, u kojem će protagonisti biti i Ezio i Altaïr i koji će rasvijetliti nekoliko misterija u serijalu.
Prema razvojnom timu, Brotherhood nije Assassin's Creed 3 i treći dio neće imati lika kojeg su igrači otprije upoznali.

## Film
Ubisoft Motion Pictures planira snimanje dugometražnog filma prema videoigri, a jednu od uloga tumačit će Michael Fassbender.